# Protomegabaria macrophylla
Protomegabaria macrophylla là một loài thực vật có hoa trong họ Diệp hạ châu. Loài này được (Pax) Hutch. miêu tả khoa học đầu tiên năm 1911.